# 宁波东部新城

宁波东部新城标志

宁波东部新城是规划的宁波城市中心，规划形成于2004年，与位于三江口的老城区形成“一心二核”的布局。东部新城规划范围西起世纪大道，东至东外环路，南临铁路北仑支线，北到通途路，总面积15.85平方公里，其中的核心区由中央商务区和办公区等功能区块组成，面积8.45平方公里，于2005年4月26日正式启动建设，6月28日建设全面启动，2016年1月12日东片区全面启动建设，2022年9月，宁波市东部新城开发建设指挥部撤销。

## 规划
东部新城的概念于2000年首次提出，规划的基本战略为以三江口为核心的老城区一起，形成“一城二心”的总体空间格局，2002年7月启动东部新城概念规划与核心区城市设计国际方案征集活动，2003年3月由澳大利亚HYDER&HASSELL设计公司主持完成的“东部新城核心区城市设计综合方案”基本完成，2004年由美国泛亚易道公司担纲设计的新城规划及城市设计方案出台，以南北生态走廊为界（福庆路），分为西区和东区，西区为核心区:145，东部新城重点发展商务金融、贸易服务、会议展览、行政管理、公共文化等城市功能，并配套完善生活居住、商业服务、休闲娱乐等设施，规划以东西、南北“十字”轴线布局的中央走廊与绿色生态走廊，构筑水与绿的城市架构，凸显未来城市中心。

### 核心区规划
核心区总体上分为十大功能分区，以中心商务区、行政办公综合区、中央走廊文化艺术区为主体，外围布置混合使用区、商务会展发展区、花园住宅区、水巷邻里区、甬新干河区、生态走廊区，并于城市南部边缘布置特定用途区，形成“H轴双核心”空间架构和“开放型、网络状”城市联结。“H”轴为甬新河、中央走廊与生态走廊，构成新城核心区主要开放空间架构。“双核“为中心商务区与行政办公综合区形成双核心架构。

### 东片区规划
东片区定位为都会空间逐步向自然生态空间的过渡区域，以发展中等密度居住功能为主，适度发展商业、休闲、娱乐和商务等功能，以进一步完善东部新城功能，充实和丰富区域特色，以中心湖、滨湖公园、河道绿廊，构筑水与绿交织的城市空间架构，形成“一湖一心、二带、四廊、四分区”的空间布局结构。“一湖一心”为中央走廊延展至东片区中心，扩大水体，创建“明湖”；“二带”即东西向中央走廊和南北向盛莫路两条公共生活带； “四廊”为明湖与外围生态绿地相联系的四条主要水道和河道绿廊；“四分区”为以中央走廊和河滨绿廊为界，形成森林住区、城镇住区、河道花园住区、生态住区等四个个性鲜明的分区。

## 部分建筑设施
- 宁波环球航运广场
- 宁波中心
- 宁波中银大厦
- 宁波文化广场（宁波文化广场大剧院、宁波科学探索中心）
- 宁波国际会议展览中心
- 宁波市城市展览馆
- 宁波图书馆新馆
- 宁波市眼科医院

## 交通

### 道路
东部新城主干道路由三纵四横七条道路组成，三纵为江澄路、海晏路、福庆路，四横为民安东路（民安二路）、宁东路（惊驾二路）、中山东路（中山二路）、兴宁东路（兴宁二路）。

### 轨道交通
宁波轨道交通1号线、5号线、7号线途经东部新城。